# Швајнфурт
Швајнфурт (њем. Schweinfurt) општина је у њемачкој савезној држави Баварској. Посједује регионалну шифру (AGS) 9662000.

## Географски и демографски подаци
Општина се налази на надморској висини од 202–343 метра. Површина општине износи 35,7 km². У самом мјесту је, према процјени из 2010. године, живјело 53.588 становника. Просјечна густина становништва износи 1.501 становника/km².

## Међународна сарадња
| Мјесто    | Држава               | Врста сарадње | Од    |
| --------- | -------------------- | ------------- | ----- |
| Мадервел  | Уједињено Краљевство | партнерство   | 1962. |
| Сејнејоки | Финска               | партнерство   | 1979. |
|           | Француска            | партнерство   | 1964. |
| Извор     |                      |               |       |